# Przegląd Policyjny (1936–1939)
Przegląd Policyjny – polski dwumiesięcznik Policji Państwowej, wydawany w II Rzeczypospolitej.

## Historia
Pierwszy numer ukazał się w styczniu 1936 jako dwumiesięcznik pod redakcją insp. Józefa Żółtaszka (komendant PP województwa śląskiego), zaś w składzie komitetu redakcyjnego zasiedli Franciszek Kaufman, insp. Antoni Sitkowski, insp. dr Władysław Sobolewski, kpt. dypl. Juliusz Kozolubski, podinsp. Jan Misiewicz, podinsp. Stanisław Mittlener, nadkom. Wiktor Buliński (sekretarz redakcji do 1 września 1937), nadkom. Aleksander Domański, nadkom. Józef Jakubiec, nadkom. Stanisław Wasilewski, nadkom. Karol Stadler, nadinsp. dr Leon Nagler (zastąpił Józefa Żółtaszka na stanowisku redaktora od 19 marca 1938), insp. Józef Piątkiewicz, insp. Jan Płotnicki, Konstanty Csadek (sekretarz redakcji od 1 września 1937), insp. dr Józef Torwiński, Henryk Derczyński.
Czasopismo powołał komendant główny Policji Państwowej gen. bryg. Kordian Zamorski aby skupić na jego łamach myśli twórczą, rozproszoną, ale żywo kiełkującą w Korpusie Policyjnym, zaś w słowach wstępnych napisał, iż czasopismo zostało wydane do rąk polskiego policjanta.
Redakcja funkcjonowała przy ulicy Trębackiej 11. Poza członkami redakcji w czasopiśmie publikowali Stefan Błocki, Stanisława Paleolog, Stanisław Czerwiński, Leon Izydorczyk, Ernst Schultze, Hans Schneikert, Kurt Daluege, Edmund Locard, Marian Wagner, Czesław Matysiak, Eugeniusz Hass, Stanisław Okęcki, Bruno Schultz, Władysław Goździewski, Alfred Laniewski, Henryk Strasmann, Marian Pieczarkowski, Wiktor Grzywo-Dąbrowski, Wiktor Borkowski, Leopold Potyka, Franciszek Duda, Władysław Łoziński, John Edgar Hoover, Edward Tekstor, Eugeniusz Roman Konopka, Wincenty Niedziela, Stanisław Szwedowski, Bronisław Mikulicz, Jan Bednarski, Leon Wachholz, Filip Lothar, Henryk Żółtowski, Jan Loho-Sobolewski, Józef Towiński, Adam Bobkowski, John Moylan, Władysław Nestorowicz, Lucjan Fajer, Stanisław Iwaszko, Henryk Gielb, Czesław Stronczak, Aleksander Reszczyński, Stanisław Manczarski, Bronisław Matecki, Witold Kaliszczak, Władysław Felc, Tadeusz Markiewicz, Witold Makowski, Stefan Urbański, Andrzej Bruchnalski, Roman Jabłoński, Stanisław Szura, Henryk Jacyna, Józef Wasserman, Józef Frankiewicz, Henryk Pogorzelski, Tadeusz Cyprian, Michał Wec, Eugeniusz Sadowski, Juliusz Kessler, Józef Sawczyn, Józef Szeryński, Paweł Horoszowski, Marek Bischoff, Stefan Garwacki, Jakub Hanus, Władysław Piniński.
Łącznie ukazało się 22 wydania czasopisma (po sześć numerów w 1936, 1937, 1938 oraz cztery w 1939).
Wznowienie wydawania periodyku o tej samej nazwie podjęła w 1991 Wyższa Szkoła Policji w Szczytnie.